# Theodor-Körner-Hof

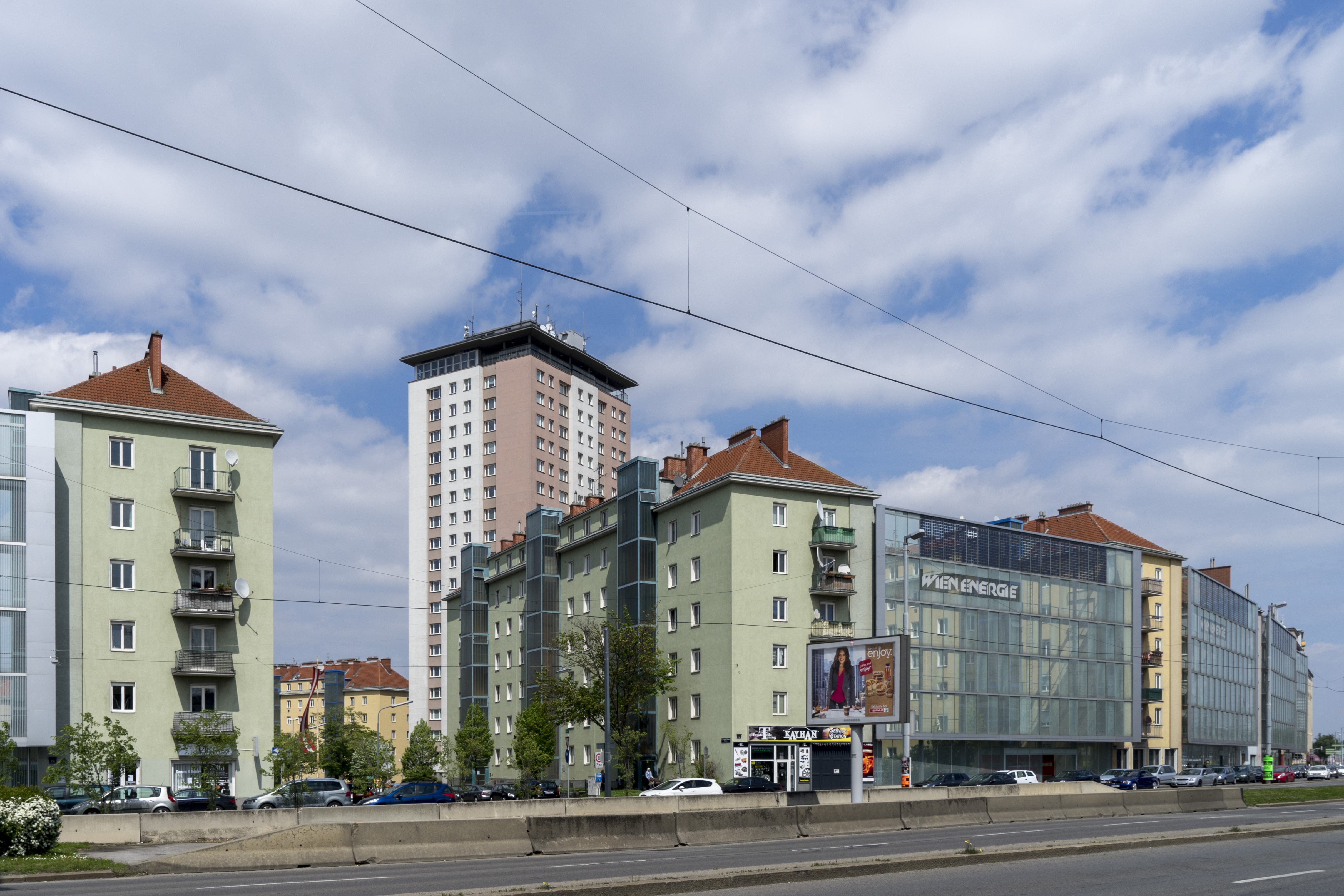
Die Wohnbauten entlang des Gürtels in Richtung Matzleinsdorfer Platz mit Lärmschutzwänden

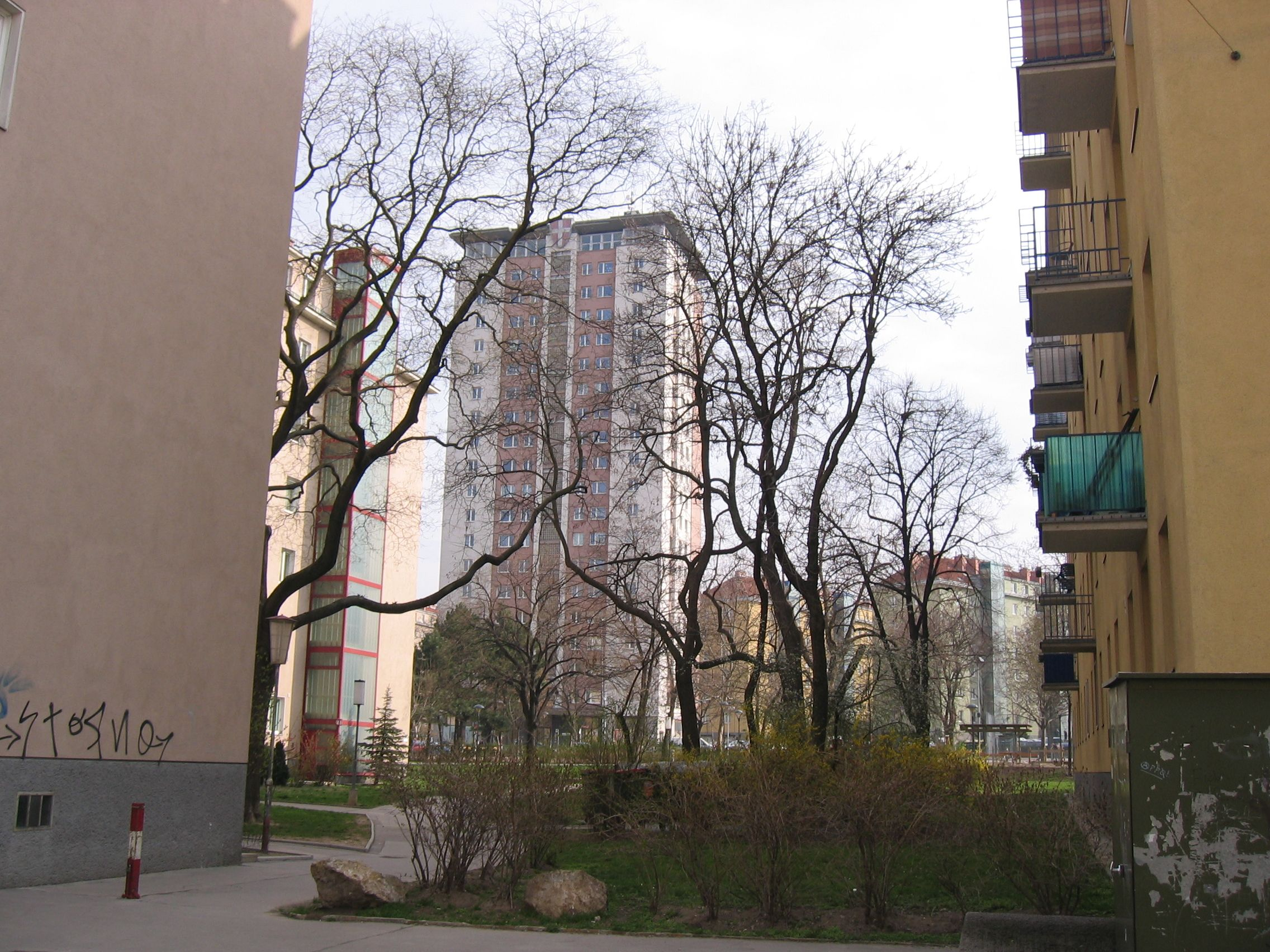
Innenbereich der Anlage

Der Theodor-Körner-Hof ist eine städtische Wohnhausanlage in Wien-Margareten. Sie befindet sich im Bereich Leopold-Rister-Gasse, Grünwaldgasse und Kohlgasse in der Nähe des Matzleinsdorfer Platzes.

## Baubeschreibung
Der Theodor-Körner-Hof wurde zwischen 1951 und 1955 von den Architekten Ladislaus Hruska und Kurt Schlauss auf dem ca. 6 ha großen Gelände des ehemaligen Heu-, Stroh- und Pferdemarkts errichtet. Er wurde nach dem sozialdemokratischen Bürgermeister der Stadt Wien und späteren Bundespräsidenten Theodor Körner benannt.
Die Anlage stellt mit 1356 Wohnungen die größte städtische Wohnanlage in Margareten dar. Der Stil – Wohnblockbauweise – entspricht der Bauweise der Nachkriegszeit und hebt sich so von den anderen Gemeindebauten Margaretens, die vor dem Zweiten Weltkrieg erbaut wurden, ab.
Letztendlich hat sich bei diesem Gemeindebau die Totalverbauung durchgesetzt, d. h. das gesamte Areal des ehemaligen Pferdemarktes wurde verbaut. Dennoch weist dieser Bau weit mehr Grünanteil als die Bauten in der Umgebung auf.

## Matzleinsdorfer Hochhaus
Hauptartikel: Matzleinsdorfer Hochhaus
Im Zentrum der Anlage steht das 20-stöckige Matzleinsdorfer Hochhaus, das mit seinen 60 m Höhe ein weithin sichtbares Bauwerk ist.

## Lärmschutzwand
Auf Grund des zunehmenden Lärms (Autoverkehr, Eisenbahn, S-Bahn) im Bereich des Gürtels wurde im Sommer 2007 eine 18 m hohe und 150 m lange Lärmschutzwand bei der Gemeinde-Wohnanlage „Theodor-Körner-Hof“ errichtet – die höchste in ganz Wien. Die Elemente sind aus Glas, um genügend Licht und Helligkeit in den Bereich zwischen die Häuser zu bringen. In der obersten Reihe wurde eine 190 m² große Photovoltaikanlage von Wien Energie installiert, die erstmals in dieser Form zum Einsatz kam. Durch die neuartige Anordnung der Sichtschutzstreifen, um Spiegelung zu vermeiden, sind auch für den Vogelschutz Maßnahmen getroffen worden.